# Оук-Гроув (округ Вашингтон, Теннессі)
Оук-Гроув (англ. Oak Grove) — переписна місцевість (CDP) в США, в окрузі Вашингтон штату Теннессі. Населення — 4482 особи (2020).

## Географія
Оук-Гроув розташований за координатами 36°25′33″ пн. ш. 82°25′57″ зх. д. / 36.42583° пн. ш. 82.43250° зх. д. (36.425783, -82.432631).  За даними Бюро перепису населення США в 2010 році переписна місцевість мала площу 13,63 км², з яких 11,61 км² — суходіл та 2,02 км² — водойми.

## Демографія
Згідно з переписом 2010 року, у селищі мешкало 4425 осіб у 1856 домогосподарствах у складі 1207 родин. Густота населення становила 325 осіб/км².  Було 2075 помешкань (152/км²).
Расовий склад населення:
| - 96,1 % — білих - 1,2 % — чорних або афроамериканців - 0,5 % — азіатів - 0,4 % — корінних американців |

До двох чи більше рас належало 1,3 %. Частка іспаномовних становила 1,6 % від усіх жителів.
За віковим діапазоном населення розподілялося таким чином: 21,2 % — особи молодші 18 років, 64,5 % — особи у віці 18—64 років, 14,3 % — особи у віці 65 років та старші. Медіана віку мешканця становила 39,6 року. На 100 осіб жіночої статі у селищі припадало 98,2 чоловіків;  на 100 жінок у віці від 18 років та старших — 97,8 чоловіків також старших 18 років.
Середній дохід на одне домашнє господарство  становив 62 607 доларів США (медіана — 40 694), а середній дохід на одну сім'ю — 71 456 доларів (медіана — 53 354). Медіана доходів становила 47 824 долари для чоловіків та 40 583 долари для жінок. За межею бідності перебувало 22,1 % осіб, у тому числі 30,0 % дітей у віці до 18 років та 10,2 % осіб у віці 65 років та старших.
Цивільне працевлаштоване населення становило 2572 особи. Основні галузі зайнятості: освіта, охорона здоров'я та соціальна допомога — 26,2 %, роздрібна торгівля — 14,6 %, науковці, спеціалісти, менеджери — 12,7 %, виробництво — 11,7 %.